# サイト売買
サイト売買（サイトばいばい）とは、企業や個人が持つウェブサイトおよびサイトを構成するコンテンツを商品として売買すること。サイトM&Aとも呼ばれる。

## 概要
サイト売買（サイトM&A）は、専業のビジネスとして始まったのが最近（2005年頃）のため、その定義などについては発展途上の業界である。しかしながら、昨今、ウェブサイトが事業価値・資産価値として認知されつつある背景もあり、ウェブへのビジネスシフトが進むなど急速に変化する社会環境・経営環境に迅速に対応するための手段でもある。また、報道番組 でサイト売買に関する特集が放映されるなどしたマスコミで取り上げられた。
ウェブサイトの価値判断の基準としては、収益性、アクセス数、会員数、（検索サイトでの）検索結果やページランク、アクセスに適したドメイン名（基本的に「早い者勝ち」で登録される）など様々である。このような良質のウェブサイトを最初から立ち上げるコストと時間を考慮した場合、既存のウェブサイトを買収したほうが合理的と考える買い手と、様々な理由により自身のウェブサイトを売却したいというサイトオーナーが存在することで、サイト売買が成立する。
無形の資産であるサイトの売買は、売り手と買い手双方の希望条件の調整、査定、契約など各段階において専門知識やスキルが必要となる。特に、商業サイトの売買では、事業譲渡（営業譲渡）と同様に契約において競業避止・譲渡物の確定などの複雑で高度な法律知識が求められることもあり、売買仲介業者が存在する。

## サイト売買の歴史
サイト売買の代表的な例として、日本では楽天が旅の窓口を買収した例、オンザエッジがライブドアを買収した例などがあり、日本以外ではGoogleがYouTubeを買収した例などがあるが、最近のサイト売買はそのような大規模買収ばかりではない。
日本では2003年、日本政策投資銀行がポータルサイトを担保に融資を実行し、ウェブサイトが担保となる初めてのケースとなった。また、2007年には、日本政策投資銀行ほか6行によりサイトを担保とした総額30億円の協調融資が行われるなど、ウェブサイトを資産として評価する動きになってきている。
サイト売買の仲介業者は、日本国内では2005年から現れている。また、近年は市場の拡大とともに売買業者も増加している。サイト売買のサイトは増加しているが、サイト売買業者は、サイト売買のプロの担当者が取引や交渉に同席し、すべてのサイト売買取引の間に入ってくれる「サイト売買仲介業者」と、サイト上に売りサイトを載せて電話対応レベルの仲介をする「サイト売買情報提供業者」との二通りに分かれる傾向にある。一見参入障壁が低そうな業界なので後者はブローカー的個人商店やSOHOが参入している。また、当該市場の健全・公正な発展に資するため、取引環境を整備・育成しようとする動きも始まっており、2007年末にサイト売買仲介ビジネスや査定方法の標準化を目的とした日本サイト売買協会という、日本初のサイト売買業界団体が設立されたり、サイトM&Aプロフェッショナル養成の講座やセミナーなども開かれたりしている。

## 日本のサイト売買仲介会社と海外の比較
日本では2016年からサイト売買仲介会社が乱立しているが、アメリカで最も主流とされている「フリッパドットコム」に約1年半遅れて誕生し始めている。国内で最初に誕生した「サイトキャッチャー （2005年5月13日〜）」は、業界でも認知度が高く、サイトキャッチャー上で売り手と買い手が自由に交渉から売買までができる。アメリカで主流の「フリッパドットコム」は、売り手は顔写真やマイナンバーを登録済になっており信頼性が高まった状態で交渉がスタートできる。また、URLの公開やグーグルアナリティクスも連動させアクセス証明を公開したりと、オープンなプラットフォームになっている。
日本国のサイト売買仲介サイトでは、売り手はURLや個人情報を非公開して交渉をスタートさせる。プラットフォームとしての機能面では、海外とは圧倒的にクローズド化した環境にある。
また、ほとんどの仲介サイトは成約時に手数料が発生するが、「サイト楽市」や「SITE BAIBAI」という手数料が発生しない仲介サイトも誕生している。2024年現在では「M&Aクラブ(MAクラブ)」という着手金と固定手数料が発生しないサービスも新たに誕生している。
アフィリエイト大手も参入するなど、現在国内では10社以上がサイト売買仲介サービスを展開する。（2021年7月現在）

## サイト売買のリスク
売却希望者側のリスクとしては、サイト譲渡代金の未回収が挙げられる。また、購入者側のリスクとしては、売却希望者が事前に説明していたウェブサイト内容と実際との差異（瑕疵や虚偽、誇張表現、売上やアクセス数の粉飾など）が挙げられる。
- 双方の主観がぶつかりあう当事者間直接取引では、価格交渉時と、デューデリジェンス(買収監査)の面で、合意に至らず交渉決裂になるケースが多い。(高額取引になればなるほど取引の成立は難しく、リスクやトラブルの可能性が高くなる)
- 遠方同士の取引はメールや電話のみでの交渉となるためトラブルになるケースがある。
- サイト売買経験の乏しい当事者間の取引では譲渡物の確定などについても問題となるケースがある。
- ASPから借りたサイトをあたかも独自のシステムのように見せかけて売ろうという悪徳売主も出てきている。
- その他故意にサイト売買という商行為で相手方を騙そうとする「サイト売買詐欺」をする人も現れてきている。
- サイト売買サイトは新規でたくさん出てきているが、情報提供だけをして、担当者が交渉や監査や引継ぎなどに同席せずに売り手買い手に直接売買交渉などをさせ、成約したら成約報酬が生じる、という業者が増えてきている。
- 買う側、売る側、どちらにしても、サイト売買サイトを利用する際は「サイト売買仲介業者」か「サイト売買情報提供業者」か、どれくらいの時間と内容の役務を提供してくれるのかを聞いてから慎重に業者を選ぶべきである。成功報酬だけで業者選びをすると思いがけない落とし穴がある場合が多々ある。

## 売れるサイトと売れないサイト
- 「アクセスユーザーが特化しているサイト」や「利益が月間で30万円以上のサイト」は売れやすいようである。
- 著名な企業の代表者（社長など）の知名度によって売上やアクセス数を計上しているサイトは、代表者が交代することにより検索順位が下がった場合、売上が下がることが予想される。このため、サイト売買においては検索順位に関しての評価は高くなく、むしろリスク要因となる。
- 個人のブログが売れるような風潮もあるが、ウェブサイトの価値ではなく書いている個人の価値であることの他、アメブロ（主要なブログサイト）などは譲渡禁止になっているため、個人のブログは基本的には売却できない。
- サブドメインのウェブサイトは、サブドメイン提供者が第三者への譲渡を禁止している場合も多く資産としての価値が低いため、なるべく独自ドメインのウェブサイトの方がよい。
- Google AdSense での収益がメインのサイトの場合、サイト譲渡後別のアカウントで申し込みをしても審査で通らない場合がある。
- リスティング広告において高額になっているワード（保険、キャッシング、FX、ダイエットなど）に特化したサイトを作れば金額はともかく非常に売れる確率が高い。
- サイト売買の相場は初期は半年から1年くらいだったが今では2年〜になっている。

## 関連文献
- 『Site M&A-ウェブサイト売買による経営戦略』 - 竹内敬人（株式会社バトラァーズ 代表取締役）著、幻冬舎刊 ISBN 4344995732